# Паркес, Майкл
Майкл Паркес (англ. Michael Parkes; род. 1944[…], Сайкстон, Миссури) — испанский скульптор, наиболее известный своими работами в жанре магического реализма и в стиле фентези. Специализируется на живописи, литографии и скульптуре. Работы Паркеса широко доступны в форме массово выпускаемых постеров и в составе девяти изданных книг.

## Биография
Паркес изучал графику и живопись в Университете Канзаса.
Его уникальный стиль развивался в изоляции, после периода, в котором он вообще отказался от практики искусства и отправился в Индию в поисках философского просвещения; вместе с женой он ежегодно продолжает ездить туда.
Некоторые из работ Паркеса были использованы на обложках, в частности:
- Omni (декабрь 1980 года, июнь 1980 года, ноябрь 1981 года)
- The Best of Omni Science Fiction, No. 6 (1983)
- Omni Best Science Fiction One (1992)
- Omni Best Science Fiction Three (1993)
- Full Spectrum 5 (1995, 1996)
- ParaSpheres: Extending Beyond the Spheres of Literary and Genre Fiction: Fabulist and New Wave Fabulist Stories (2006)[7]
- Karma in Christianity — Charles Pradeep (2011)

Скульптура Паркеса Angel Affair (2004 год) была на обложке сентябрьско-октябрьского выпуска 2004 голландского журнала Fine Arts Magazine, в который вошла также статья об одной из выставок Паркеса в Нидерландах.
Лиза Старри (Lisa Starry) из Театра танцев Скорпиус (Scorpius Dance Theater) в 2007 году создала современную танцевальную постановку, основанную на работах Паркеса. В том же году Паркер был приглашён выставить своё видение Венеры на международной выставке 35 художников, работающих в жанре магического реализма, в Дании.
В 2009 году одна из картин Паркеса, The Three Graces, была упомянута в романе Дэна Брауна «Утраченный символ». Паркес давал интервью насчёт своей интерпретации символического использования своего творчества в книге Брауна.

## Награды
- Association of Science Fiction & Fantasy Artists (ASFA) — Chesley Awards[13]
  - 1994 Best Cover Illustration: Paperback Book — Omni Best Science Fiction Three (номинация)
  - 2003 Best Product Illustration — «The Court Painter» (номинация)[14]